# Cantó de Massy-Est
El cantó de Massy-Est és un antic cantó francès del departament d'Essonne, que estava situat al districte de Palaiseau. Comptava amb part del municipi de Massy.
Al 2015 va desaparèixer i el seu territori va passar a formar part del nou cantó de Massy.

## Municipis
- Massy (part)

## Història
| Data d'elecció                           | Identitat              | Partit | Qualitat |
| ---------------------------------------- | ---------------------- | ------ | -------- |
| 1980-1983                                | Marie-Noëlle Lienemann | PS     |          |
| 1983-1992                                | Marie-Pierre Oprandi   | PS     |          |
| 1992-1998                                | Odile Moirin           | RPR    |          |
| 1998-                                    | Jérôme Guedj           | PS     |          |
| les dades anteriors no són pas conegudes |                        |        |          |
|                                          |                        |        |          |

## Demografia
| A partir de 1990: Població sense dobles comptes |